# A méla Tempefői
A méla Tempefői Csokonai Vitéz Mihály első eredeti színdarabja. 1793-ban, a debreceni kollégium húszéves diákjaként írta. Az ötfelvonásos szatirikus színjáték befejezetlen; teljes címe: A méla Tempefői, avagy Az is bolond, aki poétává lesz Magyarországon.
A darab önálló kiadásban először 1950-ben a Szépirodalmi Könyvkiadónál jelent meg Tempefői címmel.

## Történet
|  | Alább a cselekmény részletei következnek! |

A vígjáték hőse Tempefői, a szegény poéta, aki a költészetből szeretne megélni, de csakhamar be kell látnia, hogy Magyarországon nem törődnek a költőkkel. Művét kinyomatta Betrieger nyomdájában, de az árat nem tudja megfizetni. A szívtelen német nyomdász az adósok börtönébe akarja vettetni, de haladékot ad neki. 
Tempefői elindul pártfogót keresni. Kinyomtatott költeménye a gazdag Fegyverneki-család egyik őséről szól. Csakhogy gróf Fegyvernekitől hiába vár segítséget, mert az oktalanságnak véli a könyvekkel való vesződést, ingyenélő hazudozóknak tartja a poétákat. Az egyik lánya utálja a könyveket. Testvére és ellenpólusa, Rozália azonban lelkesedik az irodalomért, bele is szeret a kóbor poétába. 
Mások sem támogatják. Báró Sertepertinek, „Szemétvára örökös urá”-nak a gróféhoz hasonló a véleménye, szerinte a verskoholás alávalóság. Tökkolopi kártyajátékával dicsekszik, más nem is érdekli. Koppóházy privilegizált henyélőknek mondja a költőket, akik könyvekkel csalnak ki pénzt a becsületes emberek zsebéből. Tempefőiből még az inasok is csúfot űznek, az olcsó rigmusokat gyártó Csikorgó megalázza; az egyháznak van ugyan pénze, de azt más célra tartogatja.
Végül Rozália, a szerelmes grófkisasszony ajándéka segíti ki szorongatott helyzetéből Tempefőit, de ezért meg a gróf kezdi őt üldözni. A bonyodalmaknak nincs vége, Csokonai ugyanis nem fejezte be a darabot. A fennmaradt vázlatok szerint Tempefőiről végül kiderült volna, hogy valójában gróf.
|  | Itt a vége a cselekmény részletezésének! |

## Jellemzése
A szerző egy levelében így jellemezte a darabot: "Comoedia formába öntött satyricum roman a tudományok barátságtalanjai eránt". Műve valójában keserű panasz és tiltakozás korának műveletlensége, a provinciális állapotok ellen.
Csokonai a vígjáték hősét önmagáról mintázta, szinte saját későbbi sorsát, pártfogó-keresését is megírta. Nézeteit a darabban Tempefői és Rozália képviselik, az irodalomért lelkesedő Rozália alakja azonban kevéssé valószerű, ő „a  magyar felvilágosodásnak inkább csak képzeletszülte nőalakja, akár a Kármán Fannyja”.
A többi szereplő rajzában az író sok vonást az életből vett. Kora magyar társadalmának alakjai közül felvonultatja a régi nemesi házak három műveletlen, komikus gavallérját: Tökkolopit, a kártyahőst; Koppóházyt, az ebbarát földesurat; báró Sertepertit, a főurak körül lebzselő hízelgőt; mindegyikük nagy összegeket költ haszontalan mulatságokra, de az irodalomról egyik sem akar tudni. Joggal ismételgeti a darabban Tempefői: „Az is bolond, aki poétává lesz Magyarországon!”
A vígjáték felépítése nem követi a drámaírás szabályait, ezt mindig is hibájául rótták fel kritikusai. Epikus szerkezete, a sűrű eszmefuttatások, a monológok sokasága nehézkessé teszik a darabot. Ezekért kárpótol az író szatirikus vénája, a jellemrajz és a csípős humor, mellyel mellékalakjait ábrázolja.

## Előadása
1790-ben megalakult és 1792-ben Kelemen László vezetésével Pesten megkezdte rendszeres előadásait az első magyar világi színtársulat. Amikor Csokonai erről tudomást szerzett, megírta a Tempefőit és debreceni diákként felajánlotta szolgálatait a pesti színészeknek. Hogy mi lett a sorsa ajánlkozásának, nem ismeretes. Életében a darabot nem adták elő. A darab ősbemutatójára végül 1938. április 28-án került sor a Független Színpad társulat előadásában az Erzsébetvárosi Színházban. Az előadást Hont Ferenc rendezte, az alapszöveget Benedek András és Schöpflin Gyula alkalmazta színpadra és írt befejezést a történetnek. A címszerepet Gellért Endre alakította, a további főbb szerepeket Bánhidi László és Hont Erzsi alakították.

## Filmváltozat
- 1975-ben 99 perces magyar játékfilm készült, Zsurzs Éva rendezésében. Szereplők: Balázsovits Lajos (Tempefői), Venczel Vera (Rozália),[3] Haumann Péter (Bertrieger), Egri István (Fegyverneki), Kalocsay Miklós (Serteperti), Koncz Gábor (Kopóházi).[4]